# Малиновский, Александр Станиславович
Александр Станиславович Малиновский (20 февраля 1944, Утёвка, Куйбышевская область, РСФСР, СССР — 26 ноября 2017, Самара, Самарская область, Российская Федерация) — советский и российский писатель, поэт и учёный.

## Биография
Александр Станиславович Малиновский родился в 1944 году в с. Утевка Куйбышевской области в крестьянской семье. Отец — поляк, воевал в Войске Польском, пропал без вести.
В 1967 году Александр Станиславович окончил вечернее отделение химико-технологического факультета Куйбышевского политехнического института. В 1987 году прошёл курс обучения в ФРГ. В 1991 году получил степень доктора технических наук.
Александр Станиславович является заслуженным изобретателем России (1994), заслуженным химиком России (1996), членом-корреспондентом Российской академии инженерных наук (1999), руководителем секции «Химические технологии» её Поволжского отделения.
После окончания института Малиновский работал на Куйбышевском (Самарском) заводе синтетического спирта, где прошёл путь от рабочего (с 1968) до генерального директора (1993—1998 гг.). С марта 1998 года — генеральный директор ОАО «Новокуйбышевский нефтехимический комбинат» (позже ЗАО «Новокуйбышевская нефтехимическая компания»).

## Награды и заслуги
Он награждён премиями Совета Министров СССР (1990), «Русская повесть» (1999), «Эртсмейкер-2000».
Малиновский Александр Станиславович был награждён Почётным знаком «За труд во благо земли Самарской».
В 1994 Малиновскому присвоено звание Заслуженного изобретателя Российской Федерации
Спустя два года после смерти Александра Станиславовича на доме № 35 на Волжском проспекте, где учёный проживал с 1995 по 2017 годы, прошло открытие мемориальной доски в память о нём. Открывал мемориальную доску депутат Госдумы РФ Александр Хинштейн.

## Сочинения
- Нефтехимия Самарской области: годы, люди, производства [Текст] : исторические очерки / [Малиновский А. С., Курятников В. Н., Гидаспов А. А.] ; Самарское отд-ние общероссийской орг. «Российское хим. о-во им. Д. И. Менделеева». — Самара : Ас Гард, 2013. — 338 с. : табл.; 21 см; ISBN 978-5-4259-0255-9
- Собрание сочинений : в 4 т. / Александр Малиновский. — Москва : Российский писатель, 2009. — 21 см; ISBN 978-5-902262-93-0 (в пер.)
- Собрание сочинений : в 7 томах / Александр Малиновский. — Москва : Российский писатель, 2019. — 22 см; ISBN 978-5-91642-194-1
- Под старыми клёнами : [повести для детей и взрослых] / Александр Малиновский. — Самара : Русское эхо, 2009. — 142, [1] с. : ил., портр.; 21 см; ISBN 978-5-909319-15-1 (в пер.)
- Чёрный ящик : Повесть; Любка : Рассказ; Мишка : Рассказ; На пепелище : Док. повесть / Александр Малиновский. — Самара : Самар. отд-ние Лит. фонда России, 1996. — 222,[1] с. : ил.; 21 см; ISBN
- В плену светоносном : повесть / Александр Малиновский. — Москва : Российский писатель, 2005. — 142, [3] с., [8] л. цв. ил.; 21 см; ISBN 5-902262-10-0 : 1000
- Радостная встреча / Александр Малиновский. — М. : Палея-Мишин, 2001. — 370, [2] с. : ил., портр.; 22 см. — (Золотая серия «Отчизна — даль без края»).; ISBN 5-86020-241-5
- Новое время : повесть / Александр Малиновский. — Самара : Самарское отд-ние Литфонда России, 2006. — 55, [1] с.; 21 см; ISBN 5-9597-0041-7
- Под открытым небом : история одной жизни : в 2-х томах / Александр Малиновский. — Москва : Российский писатель, 2007. — 21 см; ISBN 978-5-902262-54-1
- Радостная встреча : документальная повесть / Александр Малиновский. — [4-е изд., доп.]. — Самара : Самарское отд-ние Литфонда России, 2007. — 93, [1] с., [8] л. ил., портр., факс., цв. ил. : портр.; 21 см; ISBN 978-5-9597-0055-3
- Принесу вам хлебных крошек [Текст] : [стихи : для дошкольного и младшего школьного возраста] / Александр Малиновский; [ил. А. Е. Киселёвой]. — Самара : Пересвет, печ. 2012. — 56, [1] с. : цв. ил.; 20 см; ISBN 978-5-9597-0137-6
- Я любить не устану : Стихи / Александр Малиновский; [Худож. В. А. Фёдоров]. — Самара : Кн. изд-во, 1994. — 125 с. : ил.; 17 см.